# Obarde
Obarde (cyr. Обарде) – wieś w Czarnogórze, w gminie Pljevlja. W 2011 roku liczyła 131 mieszkańców.